# Tito
Tito Flavio Vespasiano (en latín: Titus Flavius Vespasianus; 30 de diciembre de 39-13 de septiembre de 81), comúnmente conocido como Tito, fue emperador romano desde el 24 de junio del año 79 hasta su muerte, gobernando con el nombre de Tito César Vespasiano Augusto (Titus Caesar Vespasianus Augustus). Fue el segundo emperador de la dinastía Flavia, dinastía que gobernó el Imperio romano entre los años 69 y 96; dicha estirpe integró los reinados de su padre, Vespasiano (69-79), el suyo propio (79-81) y el de su hermano, Domiciano (81-96).
Antes de ser proclamado emperador alcanzó renombre como comandante militar al servir a las órdenes de su padre en Judea, durante el conflicto conocido como la primera guerra judeo-romana (67-70). Esta campaña sufrió una breve pausa tras la muerte del emperador Nerón (9 de junio de 68), cuando su padre fue proclamado emperador por sus tropas (21 de diciembre de 69). En este punto, Vespasiano inició su participación en el conflicto civil que asoló al Imperio durante el año de su nombramiento como emperador, conocido como el año de los cuatro emperadores. Tras dicho nombramiento recayó sobre Tito la responsabilidad de acabar con los judíos sediciosos, tarea que realizó de forma satisfactoria tras sitiar y conquistar Jerusalén (70), cuyo templo fue saqueado y destruido por sus tropas (que desobedecieron sus órdenes expresas de no hacerlo) en el incendio a la ciudad. Su victoria fue recompensada con un triunfo y conmemorada con la construcción del arco de Tito.
Bajo el reinado de su padre, Tito cosechó recelos entre los ciudadanos de Roma debido a su servicio como prefecto del cuerpo de guardias de corps del emperador, conocido como la Guardia Pretoriana, y también debido a su intolerable relación con la reina Berenice de Cilicia. A pesar de estas faltas a la moral romana, Tito gobernó con gran popularidad tras la muerte de Vespasiano el 23 de junio de 79 y fue considerado como un buen emperador por Suetonio y otros historiadores contemporáneos. 
Lo más importante de su reinado fue su programa de construcción de edificios públicos en Roma (Tito finalizó el anfiteatro Flavio, conocido comúnmente como el Coliseo). La enorme popularidad de Tito también se debió a su gran generosidad con las víctimas de los desastres que sufrió el imperio durante su breve reinado, la erupción del Vesubio en el año 79 y el incendio de Roma de 80. Tras dos años en el cargo, Tito falleció a causa de unas fiebres, el 13 de septiembre de 81. La gran popularidad de Tito hizo que el Senado lo deificara. Tito fue sucedido por su hermano menor, Domiciano.

## Juventud
Tito nació un 30 de diciembre en Roma, hijo mayor de Vespasiano y Domitila la Mayor. Tito tuvo una hermana llamada Domitila la Menor y un hermano, llamado Tito Flavio Domiciano, aunque conocido comúnmente con el nombre de Domiciano.
Las décadas de guerra civil durante el siglo I a. C. habían contribuido enormemente al fallecimiento de la vieja aristocracia de Roma, que fue gradualmente sustituida en el poder por una nueva nobleza provincial durante la primera parte del siglo I. La familia de Tito formó parte de la gens Flavia y surgió de la oscuridad bajo la dinastía Julio-Claudia, adquiriendo la riqueza e influencia necesarias para llegar al poder. El bisabuelo de Tito, Tito Flavio Petrón, sirvió como centurión a las órdenes de Pompeyo el Grande durante la segunda guerra civil. Su carrera militar terminó cuando Pompeyo sufrió una derrota aplastante a manos de Julio César en la batalla de Farsalia en 48 a. C..
Sin embargo, Petro logró mejorar su situación casándose con Tértula, una mujer sumamente rica, cuya fortuna garantizó el ascenso del hijo de ambos, Tito Flavio Sabino, el abuelo de Tito. El mismo Sabino amasó una gran riqueza como recaudador de impuestos en Asia y como banquero en Helvecia. Casándose con Vespasia Polión se alió con una de las familias patricias de mayor abolengo aristocrático. La riqueza y el linaje de Vespasia Polión y Tito Flavio Sabino garantizaron el ascenso de sus hijos, Vespasiano y Tito Flavio Sabino, al rango senatorial.
La carrera política de Vespasiano incluyó los cargos de cuestor, edil, pretor y culminó con un consulado en 51, el año en que nació Domiciano. Vespasiano ganó una gran fama militar gracias a su servicio en la invasión de Britania en 43. Lo poco que se sabe de la juventud de Tito nos ha llegado a través de los escritos de Suetonio. El historiador nos relata que el futuro emperador fue criado en la corte imperial junto a Británico, el hijo del emperador Claudio, que fue asesinado por Nerón en el año 55. Pocos detalles sobre su educación nos han llegado, pero al parecer mostró pronto una gran inclinación por las artes militares, era un poeta experto y un gran orador tanto en griego como en latín.

## Carrera militar
Tito sirvió como tribuno militar en el distrito militar de Germania Inferior entre 57 y 59 y en Britania (60) llegando con los refuerzos necesarios tras la revuelta de Boudica. En 62 regresó a Roma y se casó con Arrecina Tértula, hija de un antiguo prefecto de la Guardia Pretoriana. Tértula murió en 63  y Tito tomó una nueva esposa llamada Marcia Furnila que pertenecía a una familia aristocrática. No obstante esta familia estaba dispuesta a unirse a la oposición al emperador Nerón. Su tío Quinto Marcio Barea Sorano y su hija Servilia fallecieron tras la fracasada conspiración de Cayo Calpurnio Pisón en 65. Algunos historiadores modernos teorizan que Tito se divorció de su esposa debido a la conexión de su familia con la conspiración. No volvió a casarse de nuevo. Tito parece haber tenido muchas hijas, siendo al menos una de ellas de Marcia Furnila. La única que llegó a la edad adulta fue Julia Flavia, que pudo ser hija de Arrecina, cuya madre también se llamaba Julia. Durante este periodo Tito se dedicó a impartir justicia, siendo cuestor.

### Campaña de Judea

Provincia de Judea durante el Siglo

En 66 los judíos de la Provincia de Judea se rebelaron contra el Imperio romano. Cayo Cestio Galo, el gobernador de Siria, fue derrotado en la batalla de Betorón y forzado a retirarse de Jerusalén. El rey prorromano Herodes Agripa II y su hermana Berenice huyeron a la región de Galilea. Nerón designó a Vespasiano para aplastar la rebelión, el cual marchó inmediatamente a la región con la Legio V Macedonica y la Legio X Fretensis. Vespasiano se unió a Tito y a la Legio XV Apollinaris en Acre. Con una fuerza de sesenta mil soldados, los romanos se dispusieron a barrer la rebelión a través de Galilea y marchar sobre Jerusalén.
La guerra fue cubierta detalladamente por el historiador judío-romano Flavio Josefo en su trabajo La guerra de los judíos. Josefo sirvió como comandante en la defensa de la ciudad de Jotapata cuando el ejército romano invadió Galilea en 67. Tras un duro sitio de 47 días, la ciudad cayó, dejando aproximadamente cuarenta mil prisioneros que fueron asesinados, mientras el resto de los rebeldes optó por el suicidio. El propio Josefo se rindió a Vespasiano que lo liberó al observar su inteligencia. Durante 68 toda la costa y el norte de Judea cayó bajo el control romano. Esta expedición sirvió para que Tito demostrara sus capacidades como general.

### Año de los cuatro emperadores

Mapa del Imperio romano durante el Año de los cuatro emperadores (69). Las áreas azules eran provincias leales a Vespasiano.

La última y más importante fortaleza que resistía era la ciudad judía de Jerusalén. Sin embargo la campaña sufrió una pausa cuando llegaron noticias desde Roma de la muerte del emperador Nerón y del nombramiento por el Senado como su sucesor a Galba. Vespasiano decidió enviar a Tito a presentar sus respetos al nuevo princeps. Sin embargo cuando Tito se aproximaba a la ciudad recibió noticias de la muerte de Galba y del nombramiento de Otón como su sucesor además de la marcha hacia Roma desde Germania Inferior de Vitelio. No queriendo arriesgarse a ser capturado por ninguno de los dos bandos, Tito canceló el viaje y volvió a unirse a su padre en Judea.
Mientras tanto, Otón había sido derrotado en la primera batalla de Bedriacum y se suicidó de una manera tan noble que emocionó a Roma. Cuando llegaron noticias a los ejércitos de Judea y Egipto, estos decidieron pasar a la acción y nombraron emperador a Vespasiano el 1 de julio de 69. Vespasiano aceptó, y mediante intensas negociaciones llevadas por Tito, se unió al gobernador de Siria, Cayo Licinio Muciano, formando una fuerza imponente en el este. Esta fuerza marchó hacia Roma liderada por Muciano, mientras Vespasiano se dirigió a Alejandría dejando a Tito al mando para que acabara con la rebelión. A finales de 69 las tropas de Vitelio fueron derrotadas y el Senado declaró emperador a Vespasiano el 21 de diciembre finalizando de este modo el Año de los cuatro emperadores.

### Sitio de Jerusalén

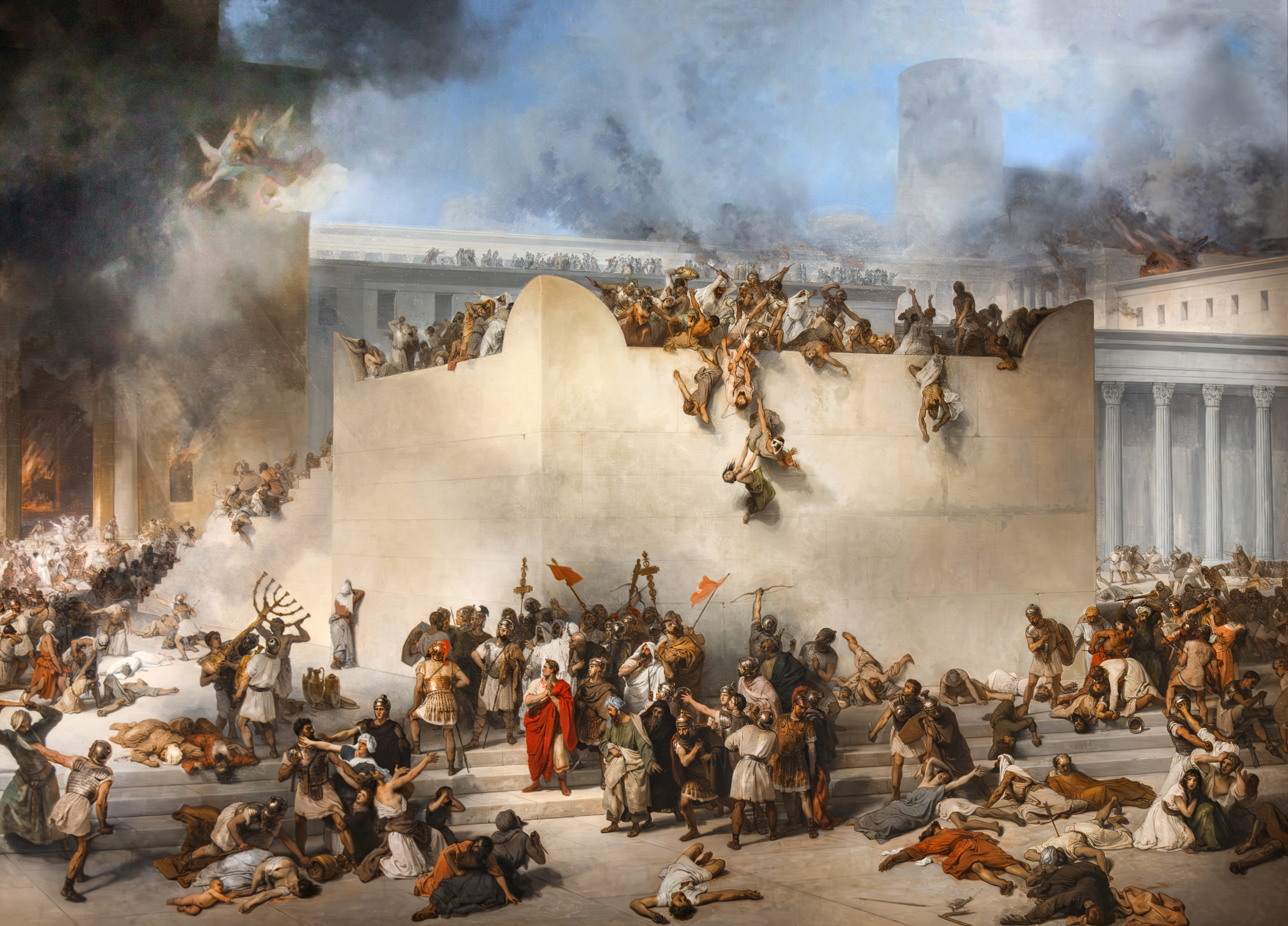
Destrucción del Templo de Jerusalén de Francesco Hayez (1867)

Mientras tanto los judíos se hallaban envueltos en un conflicto civil entre ellos, dividiendo la resistencia entre los sicarios, liderados por Simón bar Giora, y los fanáticos, conducidos por Juan de Giscala. Tito aprovechó entonces la oportunidad de comenzar el asalto sobre Jerusalén. Al ejército romano se unió la XII Legión, que había sido derrotada bajo el mando de Cestio Galo. Desde Alejandría, Vespasiano envió a Tiberio Julio Alejandro para que actuara como segundo de Tito. Tito rodeó la ciudad al mando de 3 legiones (V, XII y XV) sobre el lado occidental y envió a la (X) sobre el Monte de los Olivos al este. Tito cortó los alimentos y el agua a la ciudad, después permitió la entrada de algunos judíos para celebrar la Pascua negándoles después la salida. El ejército romano era acosado continuamente por los judíos y en una ocasión estos casi capturaron a Tito.
Tras los intentos de Josefo de negociar una rendición, los romanos reanudaron las hostilidades y destrozaron rápidamente las primeras fases de la muralla. Para intimidar a la resistencia, Tito crucificó a los desertores del lado judío alrededor de las murallas. En este punto los judíos estaban a punto de rendirse a causa del hambre y los romanos aprovecharon la debilidad del enemigo para irrumpir en la ciudad tras romper la última fase de la muralla. Los romanos penetraron en la ciudad, capturaron la Fortaleza Antonia e iniciaron un asalto frontal sobre el Templo. Según Josefo, Tito había ordenado que el Templo no fuera destruido, sin embargo durante la batalla por la ciudad un soldado lanzó una antorcha al interior del Templo y este ardió rápidamente. El cronista cristiano Sulpicio Severo sin embargo afirma que Tito ordenó la destrucción del Templo. Fuera lo que fuese, el Templo fue totalmente destruido y la ciudad fue saqueada, tras lo cual los soldados le proclamaron Imperator en el campo de batalla. Según Josefo, 1 100 000 personas fueron asesinadas durante el sitio, de estas la mayoría eran judías. Fuentes antiguas informan de que 97 000 personas fueron capturadas y esclavizadas, incluyendo a Simón bar Giora y Juan de Giscala. Muchos escaparon a lugares próximos al Mediterráneo. Al parecer Tito se negó a aceptar una corona de hierba (condecoración militar romana) alegando que "no hay mérito en vencer a unas gentes abandonadas por su propio Dios".

### Heredero de Vespasiano

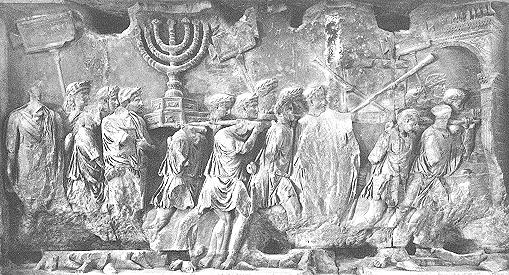
Triunfo de Tito

Incapaz de navegar hacia Italia durante el invierno, Tito celebró unos esplendorosos juegos en Cesarea Marítima y Bérito, luego viajó a Zeugma del Éufrates, donde se presentó con una corona a Vologases II de Partia. Visitando Antioquía confirmó los derechos tradicionales de los judíos en aquella ciudad. En su camino a Alejandría, se detuvo en Menfis donde consagró el toro sagrado de Apis portando una diadema. Esta diadema era para los romanos un símbolo de realeza. Según Suetonio estos hechos causaron una gran consternación en Roma, donde se temía que se rebelara contra Vespasiano, y Tito viajó inmediatamente hacia Roma con el fin de disipar los rumores sobre su conducta.
Tras su llegada a la ciudad en 71 se le recompensó con un triunfo. Acompañado por Vespasiano y su hermano Domiciano desfiló a caballo por la ciudad siendo saludado de manera entusiasta por la población y sucedido por sus tesoros y prisioneros de guerra. Josefo lo describe como una procesión con ingentes cantidades de oro y plata. La procesión incluía a los prisioneros de guerra y los tesoros del Templo de Jerusalén, incluyendo el Menorá y el Pentateuco. Simón bar Giora fue ejecutado en el Foro Romano, después de lo cual la procesión se afanó en realizar los requeridos sacrificios religiosos en el Templo de Júpiter. El Arco del Triunfo de Tito, que está situado en la entrada del Foro, conmemora la victoria de Tito.

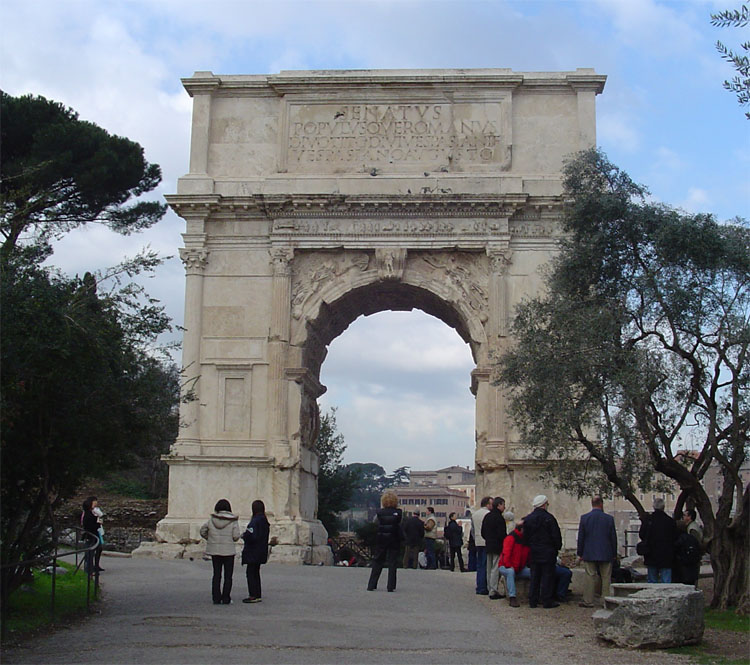
El Arco de Tito, situado en la Vía Sacra, al sureste del Foro Romano.

Con Vespasiano declarado emperador, Tito y su hermano Domiciano recibieron el título de césar en nombre del Senado. Además de compartir el poder tribunicio con su padre, Tito fue nombrado cónsul en siete ocasiones durante el reinado de su padre y actuó como su secretario compareciendo en ciertas ocasiones en el Senado en su nombre. Tito fue nombrado comandante de la Guardia Pretoriana, haciendo más sólida la posición de Vespasiano como un monarca legítimo. Sin embargo Tito se hizo desgraciadamente famoso entre la población debido a sus violentas acciones ordenando la ejecución de personas sospechosas de traición. Cuando en 79, se destapó un complot dirigido por Aulo Cecina Alieno y Eprio Marcelo para derrocar a Vespasiano, Alieno fue invitado a una cena durante la que se le asesinó apuñalándole en el corazón.
Durante las guerras judeo-romanas, Tito inició una relación con Berenice de Cilicia, hermana de Herodes Agripa II, que había colaborado con los romanos durante la campaña y luego había apoyado a Vespasiano en su camino hacia el trono. En 75, ella volvió junto a Tito y vivió abiertamente con él en el palacio como su prometida. Los romanos eran escépticos sobre esta relación y la desaprobaban. La presión del pueblo hizo que Tito se separara de ella, sin embargo su reputación sufrió mucho a causa de esta relación.

## Emperador

### Sucesión

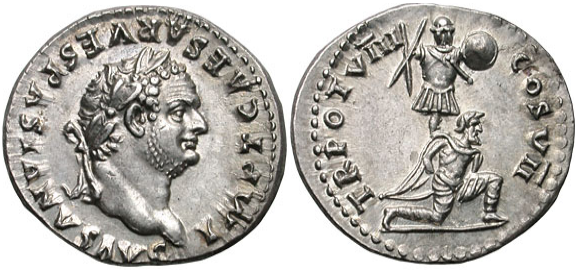
Denario con el rostro de Tito

Vespasiano murió el 23 de junio de 79 a causa de una infección y fue sucedido por su hijo Tito. Los romanos, a causa de sus presuntos vicios, temían que Tito se convirtiera en otro Nerón. Contra todo pronóstico Tito demostró al pueblo que era un emperador eficaz y fue muy querido por todos los romanos, debido a que poseía las mejores virtudes. Uno de sus primeros actos como emperador fue ordenar públicamente un alto en los juicios basados en traición. La ley de traición, o la ley de maiestas, al principio se usó para procesar a los que corruptamente habían perjudicado a la gente y la majestad de Roma por cualquier acción revolucionaria. Sin embargo bajo el reinado de César Augusto esta ley también se aplicó para condenar los escritos difamatorios. Bajo el reinado de Tiberio, Calígula y Nerón se utilizó para justificar las ejecuciones, creando una red de informadores que hizo temblar la administración romana durante décadas. Tito acabó con esta práctica, declarando:

Es imposible que yo sea insultado o ultrajado de alguna forma. Yo no hago nada que merezca ser censurado, y no me importan las falsedades que sobre mí se escriban. Y en cuanto a los emperadores que ya están muertos y enterrados, ya se vengarán por sí mismos en caso de que alguien les haga algún mal, si en verdad son semidioses y poseen algún poder.

Por consiguiente, ninguno de los senadores fue asesinado durante su reinado; Tito mantuvo así su promesa de que asumiría el cargo de Pontifex Maximus «con el objetivo de mantener sus manos limpias». Los informadores públicos fueron castigados y desterrados de la ciudad. Como emperador, Tito se hizo conocido por su generosidad, y Suetonio declara que cuando terminaba un día sin haber hecho algo bueno por al menos una persona, solía decir: «Amigos, he perdido un día».

### Desafíos

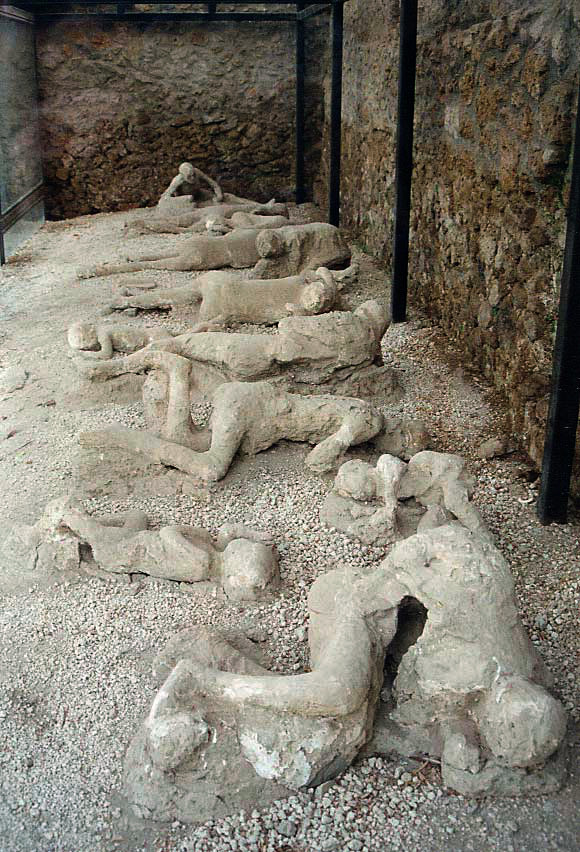
Consecuencias de la erupción del Vesubio

Aunque su reinado estuvo ausente de conflictos militares o políticos, Tito tuvo que afrontar un gran número de desastres durante su mandato. El 24 de agosto de 79, apenas dos meses después de su ascenso al trono, el Monte Vesubio entró en erupción, causando la casi completa destrucción de las ciudades de la Bahía de Nápoles. Las ciudades de Pompeya y Herculano fueron sepultadas bajo toneladas de piedra y lava causando la muerte de un gran número de personas. Tito designó a dos excónsules para dirigir las tareas de reconstrucción y donó una gran cantidad de dinero del Tesoro Imperial con el fin de ayudar a las víctimas del volcán. El propio Tito visitó Pompeya tras la erupción y después otra vez más al año siguiente.
Durante la segunda visita un incendio que duró tres días estalló en Roma. Aunque el grado de destrucción no fuera tan desastroso como el del gran incendio de 64, Dion Casio registró una larga lista de edificios públicos que fueron dañados parcialmente o consumidos totalmente por el fuego. Estos incluían el Panteón de Agripa, el Templo de Júpiter, el Diribitorium, el Teatro de Pompeyo y la Saepta Julia, entre otros. De nuevo Tito pagó de su bolsillo los daños ocasionados por el fuego. Al parecer hubo una plaga durante el incendio, aunque se desconoce la naturaleza de la enfermedad y el número de fallecidos.
Mientras tanto la guerra había continuado en Britania, donde Cneo Julio Agrícola se internó en Caledonia y dirigió el establecimiento de varias fortalezas allí. Como consecuencia de sus acciones, Tito recibió el título de Imperator por decimoquinta vez.
Su reinado también sufrió la rebelión conducida por Terencio Máximo, uno de varios Nerones falsos que siguieron apareciendo a lo largo de los años 70. Aunque se conozca principalmente a Nerón como un tirano, nos han llegado escritos que informan que fue enormemente popular en las provincias del Este durante su reinado.
Según Dion Casio, Terencio Máximo se parecía a Nerón en la voz y el aspecto y, como él, tocaba la lira. Terencio se estableció en Asia Menor, pero pronto fue forzado a escapar más allá del Éufrates, tomando refugio entre los Partos. Además, las fuentes antiguas declaran que Tito descubrió que su hermano Domiciano conspiraba contra él, pero rechazó la opción de asesinarlo o desterrarlo.

### Obras Públicas

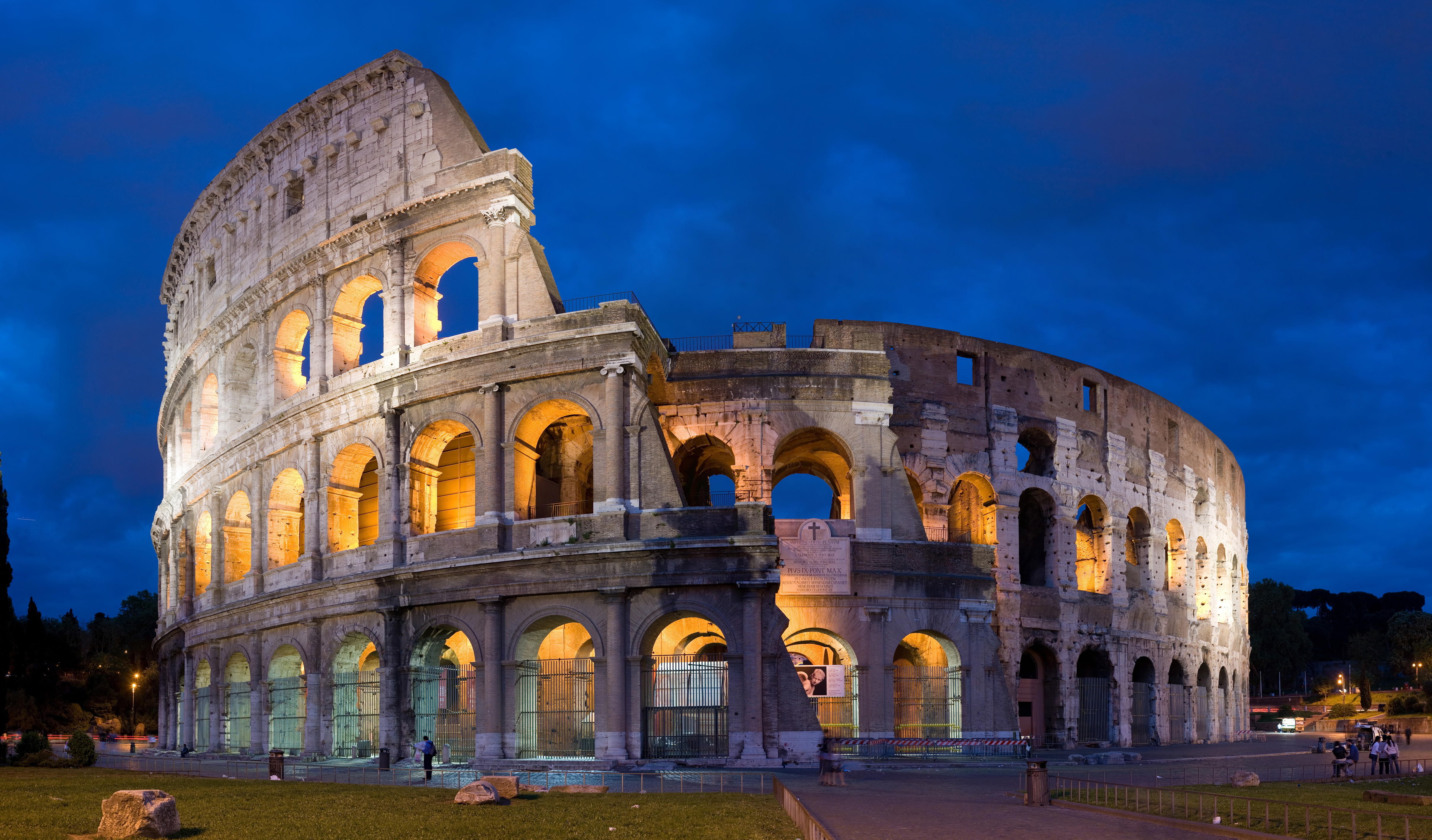
Anfiteatro Flavio

La construcción del Anfiteatro Flavio, conocido comúnmente como el Coliseo de Roma, fue comenzada en los años 70 bajo el reinado de Vespasiano y finalizada bajo el reinado de Tito en los años 80. Además de las espectaculares dimensiones del Coliseo que ofrecían un gran entretenimiento para la población romana, el Coliseo representaba también los logros militares de los Flavios durante las guerras judías. Los juegos inaugurales duraron cien días como se prometió, y fueron sumamente elaborados, incluyendo combates de gladiadores, peleas de animales salvajes, representaciones de batallas navales (naumachiae) para las que se inundó el anfiteatro, carreras de caballos y carreras de carros. Durante los juegos, se pasaron entre el público unas pelotas de madera, inscritas con varios premios con los que se recompensaba a los ganadores.
Tito era muy aficionado a las peleas de animales salvajes y ordenaba que leones y tigres lucharan en el anfiteatro y, según los registros históricos, los tigres solían ganar las peleas.
Junto al anfiteatro, dentro del recinto de la Domus Aurea de Nerón, Tito había ordenado la construcción de unos nuevos baños públicos, que debían llevar su nombre. La construcción de este edificio fue terminada a toda prisa para que coincidiera con la finalización de las obras del Anfiteatro Flavio.
La práctica del culto imperial fue "resucitada" por Tito, aunque al parecer encontró algunas dificultades ya que Vespasiano no fue deificado sino hasta seis meses después de su muerte. Para más honra y gloria de la dinastía de los Flavios, se iniciaron las obras del Templo de Tito y Vespasiano que finalizarían durante el gobierno de Domiciano.

### Muerte
Al finalizar los juegos, Tito dedicó oficialmente al pueblo la construcción del anfiteatro y los baños, lo que debió ser su último acto como emperador. Tito partió para los territorios de los sabinos pero cayó enfermo y murió a causa de unas fiebres, al parecer en la misma finca que su padre. Según parece las últimas palabras que pronunció Tito fueron "solo he cometido un error". Tito había gobernado el Imperio romano durante dos años, desde la muerte de su padre en 79 hasta su propia muerte el 13 de septiembre de 81. Tito fue sucedido por Domiciano, cuyo primer acto fue deificar a su hermano.
Los historiadores han especulado mucho sobre la naturaleza exacta de la muerte de Tito y del error al que se refiere en sus últimas palabras, Filóstrato defiende que fue envenenado por Domiciano y que su muerte había sido pronosticada por Apolonio de Tiana. Suetonio y Dión Casio sostienen que murió de causas naturales pero acusan a Domiciano de haber abandonado a su hermano enfermo y según Dión, el error al que Tito se refiere es no haber ejecutado a su hermano cuando descubrió su participación en el complot contra su persona.
Según una leyenda registrada en el Talmud, un insecto se introdujo en la nariz de Tito y se escondió en su cerebro durante siete años causándole un gran dolor. Tito notó cómo el sonido de un herrero que martillea disminuía su dolor, tanto que pagó a unos herreros para que martillearan cerca de él; sin embargo, aunque el efecto cesó, el insecto continuó en su sitio. Cuando Tito murió, abrieron su cráneo y encontraron que el insecto había crecido hasta alcanzar el tamaño de un pájaro. El Talmud cita esto como la causa de su muerte y lo interpreta como la venganza divina por sus malas acciones.

## Legado

### Historiografía

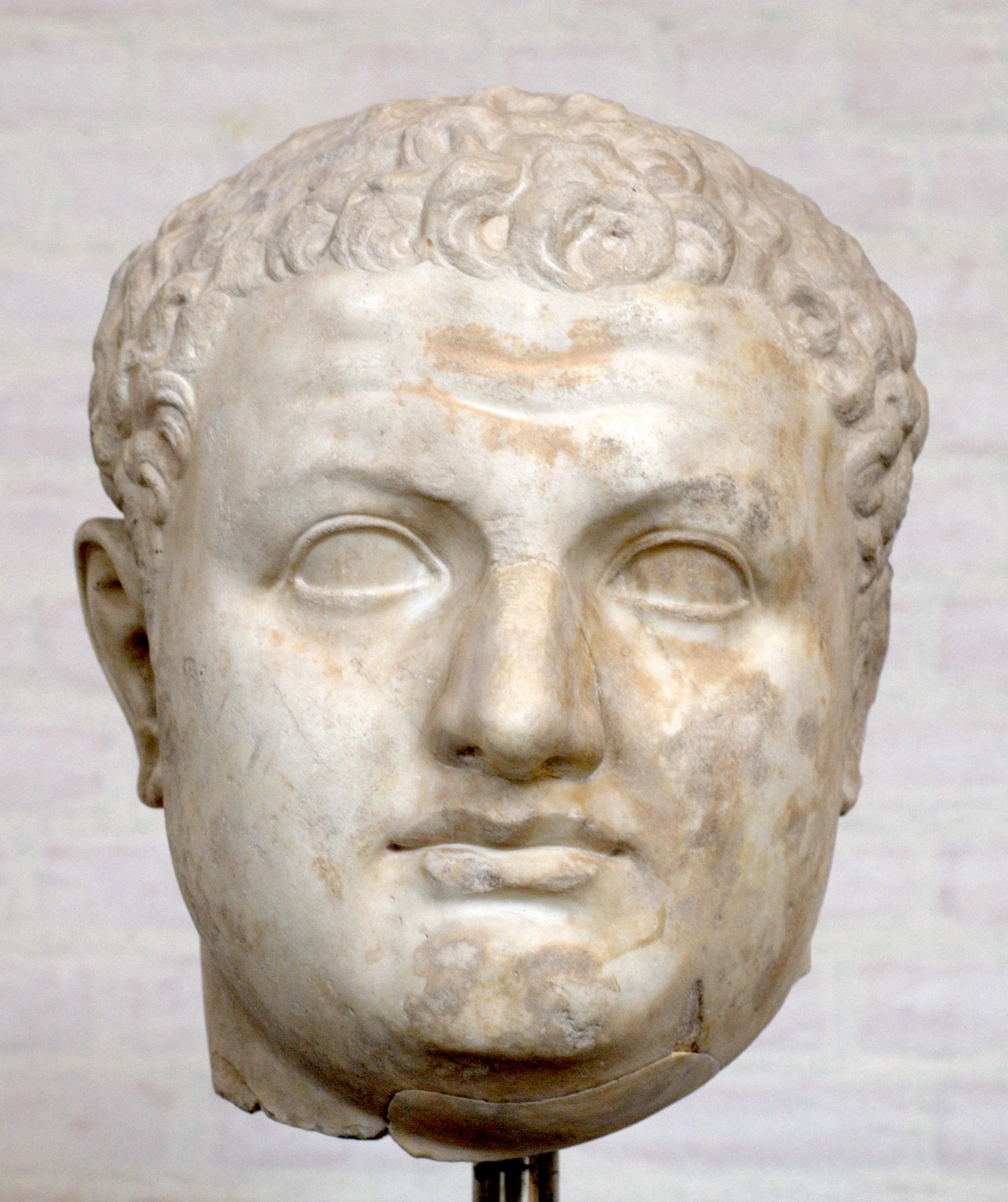
Busto de Tito

Los relatos sobre Tito escritos por historiadores antiguos son más ejemplares que sobre cualquier otro emperador. Los escritos que han sobrevivido, la mayoría de autores contemporáneos a Tito, ofrecen una visión muy favorable del emperador, sobre todo en comparación con el tiránico gobierno de su hermano Domiciano.
La obra de Josefo La guerra de los judíos ofrece una visión de primera mano sobre el carácter de Tito durante la rebelión judía. Sin embargo, la neutralidad de las escrituras de Josefo ha sido cuestionada, ya que Josefo estaba en deuda con el emperador. Cuando Tito llegó a Roma en 71 Josefo le acompañaba como parte de su séquito, y más tarde el historiador se naturalizó ciudadano romano y tomó el nomen y el praenomen de sus patrones. Josefo recibió una pensión anual y vivió en palacio. Bajo el patrocinio del emperador, Josefo escribió muchas de sus obras más conocidas. La obra conocida como La Guerra de los Judíos se inclina contra los líderes de la rebelión, presentando el levantamiento como una operación mal organizada y culpando a los judíos de haber causado la guerra.
Otro contemporáneo de Tito, Tácito, que comenzó su carrera pública en 80 o 81 y que debe su ascenso a la dinastía Flavia, nos ofrece una visión sobre el emperador Tito. Sus Historias se escribieron en este período, y fueron publicadas durante el reinado de Trajano. No obstante, los cinco primeros libros de este texto, que abarcan los reinados de Tito y Domiciano no nos han llegado.
Suetonio nos ofrece un relato corto pero muy favorable sobre el reinado de Tito en su obra Vidas de los doce césares. Suetonio acentúa sus logros militares y su generosidad, su descripción de Tito dice así:

Tito, llamado del mismo modo que su padre, fue querido por todo el pueblo romano, cosa muy difícil. Era tan superior que era un placer para la raza humana, fueron estas características lo que le hicieron ganarse los afectos de la población.

Finalmente, Dion Casio escribió su Historia de Roma unos cien años después de la muerte de Tito. Casio tiene una visión muy similar a la de Suetonio y es muy probable que utilizara a este como su fuente principal:

El hecho de que las fuentes hablen muy bien de él se debe a que estuvo poco tiempo en el trono, y casi no tuvo oportunidad de hacer el mal. Desde la fecha en que le nombraron emperador pasaron solo dos años, dos meses y veintinueve días —además de los veintinueve años, cinco meses y veinticinco días que había vivido hasta entonces—. Ciertamente, por ello se considera que igualó el largo reinado de Augusto, ya que Augusto nunca habría sido amado de haber vivido menos, ni Tito de haber vivido más. Augusto, aunque se mostraba irascible a causa de las guerras y otros contratiempos, fue muy capaz, con el tiempo, de conseguir una brillante reputación por sus generosos actos; Tito, por el contrario, gobernó con templanza y murió en el apogeo de su gloria. Si hubiera vivido mucho más, se hubiera demostrado que debe más su fama actual a la fortuna que a sus propios méritos.

Plinio el Viejo, que murió durante la erupción del Vesubio, dedicó su obra Naturalis historia al emperador.
En contraste con la ideal representación de Tito por los historiadores romanos, los historiadores judíos mencionan a Tito con el apodo de "Tito el Malvado" y lo recuerdan como un opresor y como el sacrílego destructor del Templo de Jerusalén. Una leyenda del Talmud babilonio describe cómo Tito mantuvo relaciones sexuales con una prostituta en el interior del templo durante su destrucción.
La Guerra en Judea y la vida de Tito, en particular su relación con la reina Berenice, ha inspirado a muchos escritores y artistas a lo largo de los años. El bajorrelieve en el Arco de Tito ha marcado un antes y un después en la historia de las técnicas pictóricas. Se usa con frecuencia la Menora para simbolizar el saqueo del Templo de Jerusalén.

### Literatura

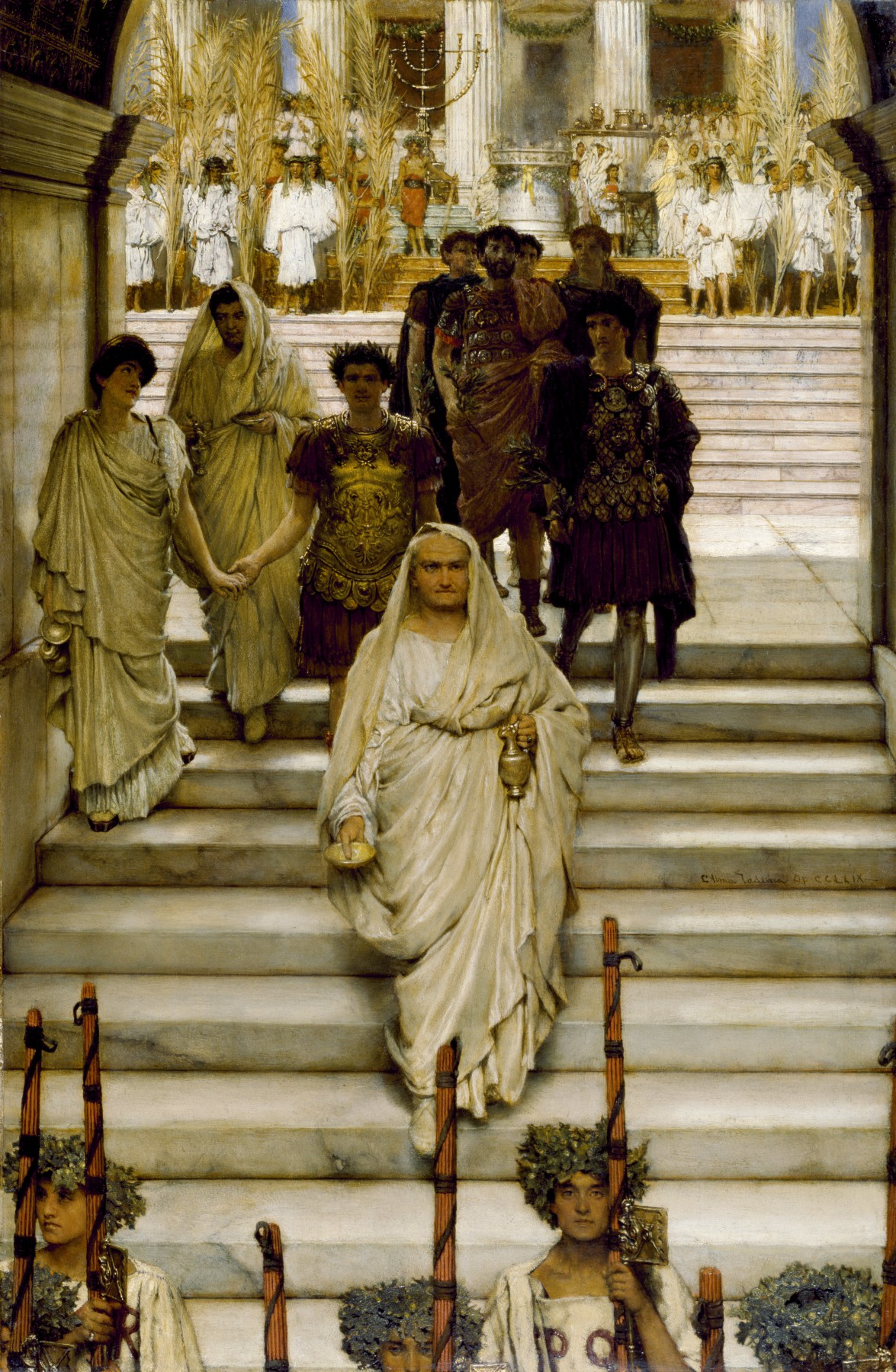
Triunfo de Tito por Lawrence Alma-Tadema

- Berenice, obra de Jean Racine que muestra el romance entre Berenice y Tito.
- Tite et Berenice, obra de Pierre Corneille, rival de Racine, que publicó su obra el mismo año y que trata del mismo tema.
- La clemenza di Tito, libreto de Pietro Metastasio que trata sobre un ficticio romance entre Tito y Vitelia, hija del Emperador Vitelio, y que ha dado lugar a óperas de muchos compositores. La más célebre es La clemenza di Tito de Mozart.
- Trilogía de Josefo, obras de Lion Feuchtwanger, sobre la vida Flavio Josefo y su relación con la dinastía Flavia:

-Der jüdische Krieg (Josefo), 1932 
-Die Söhne (Judíos de Roma), 1935 
-Der Tag wird kommen (Vuelta a Roma de Tito), 1942 
- Las Novelas de Marco Didio Falco, escritas durante el reinado de Vespasiano.

### Pintura
- Destrucción del Templo de Jerusalén por Wilhelm von Kaulbach (1846).
- Destrucción del Templo de Jerusalén por Nicolas Poussin (1637).
- Destrucción del Templo de Jerusalén por Francesco Hayez (1867).
- Sitio y Destrucción de Jerusalén por los romanos bajo el mando de Tito por David Roberts (1850).
- Triunfo de Tito y Vespasiano por Giulio Romano (1540).
- Triunfo de Tito por Lawrence Alma-Tadema (1885).